# Aage Elmquist
Aage Ludvig Holberg Elmquist (18. maj 1888 i Aalborg – 20. september 1962 i Svendborg) var en dansk politiker og minister.
Han var søn af kreditforeningsdirektør, overretssagfører E.E. Elmquist (død 1900) og hustru Louise født Herskind (død 1939). Han blev gift 1. gang i 1917 med Anna Elisabeth (1898-1926), datter af bankdirektør C. Mende, Svendborg (død 1952) og hustru Anna født Flach (død 1939); 2. gang i 1950 med Lise, født 1905 i Nørresundby, datter af direktør Viggo Schiøtz (død 1922) og hustru Nancy født Berg.
Han blev student fra Henrik Madsens skole 1908, cand.jur. 1914 og landsretssagfører 1922. Han var direktør i Forsikringsselskabet Svendborg 1918-1931. 
Han var stifter af Danmarks Liberale Studerende og første næstformand for VU. Formand for VU 1915-1917. Medlem for Venstre af Folketinget 1927-1932, af Landstinget 1939 samt Svendborg byråd 1937-1945. Justitsminister i Regeringen Knud Kristensen 1945-1947. Som justitsminister var han ansvarlig for retsopgøret efter besættelsen.